# NOVAうさぎのゲームde留学!?
『NOVAうさぎのゲームで留学!?』（のばうさぎのゲームでりゅうがく）は、コナミデジタルエンタテインメントのアーケードゲーム。2006年10月12日稼働開始。
本ゲームのジャンルは、ミニゲームを通して楽しみながら英語の学習ができる"エデュテイメントゲーム"。英会話スクール大手のNOVAとコラボレートしており、問題の監修のみならず、同社の人気キャラクター「NOVAうさぎ」がタイトルに採用されたりゲーム中の随所に登場する。

## 筐体概要
筐体は同社の『脳開発研究所 クルクルラボ』等、他のゲームの一部と共通の「e-AMUSEMENT CABINET」が用いられており、コンバージョン（基板入れ替え）が可能。
ディスプレイはタッチパネルになっており、備え付けのペンを使って操作する。e-AMUSEMENTに対応しており、e-AMUSEMENT PASSを使用して学習記録を残すことができる。また同社の『クイズマジックアカデミー』シリーズと同様に、新しい問題がネットワークを通じて随時追加配信されている。
2009年3月31日をもってe-AMUSEMENTサービスを終了。今後このゲームが置いてある店舗はオフラインのみでの稼動となる。

## モード
ゲームプレイには原則としてe-AMUSEMENT PASSが必要である。なくても遊べるモードもあるが、記録は保存されない。

### 英語力診断
ミニゲームを通してプレイヤーの英語力を診断する。コースは初級・中級・上級、またそれぞれにボキャブラリコース、リスニングコース、総合コースの各ジャンルが設定されており、選んだレベルや内容に合ったミニゲームをプレイする。プレイ後に合格・不合格の判定が出る。なお、上級に合格している場合は更に難しい特級コースも選べるが特級はジャンル分けが無い。このモードはe-AMUSEMENT PASS無しでも遊ぶことができる。

### メインモード
ジャンルごとに用意されたミニゲームをプレイしながら英語の学習を行っていく。ジャンルは「リスニング」「ライティング」「表現」「コミュニケーション」「右脳」「カルチャー」の6つで、それぞれに1～3種類程度のミニゲームがある。ミニゲームには制限時間内により多くの問題を解くタイム制のものと1問毎に制限時間があり、成績に応じて問題数が増えるボーナス制の2種類がある。問題に正解すると達成度の指標となるポイントである"ミニツク"が獲得できる。ミニゲームをプレイ後には自分の成績の全国順位が表示される。

### 復習モード
メインモードにおいて間違えた問題や未挑戦の問題を重点的にプレイできるモード。本ゲームではレベル毎に問題のレベルが違っており、レベルアップ後は以前の問題は基本的に出題されないが、更なるミニツク獲得の為にはより多くの問題を制覇していることが要求されるため、単なる復習という意味を超えてこのモードを利用しなければならない場面も存在する。

### データ閲覧
これまでの学習記録（レベルデータ／累積データ／プレイカレンダー）を閲覧できる。なお、データの一部は有料の携帯電話向けのサイトでも確認できる。

### 全国一斉テスト
不定期に開催され、開催中のみプレイできるモード。日頃のトレーニングの成果を試すテスト問題に挑戦し、全国順位を競う。テストは問題はミニゲームで出題された物の中から出題されるが、回答方式は2～4択の選択式問題もしくはアルファベット1文字の書き取り（穴埋め）のみとなり、同じ問題でも回答方法がミニゲームとは異なっている物もある。このモードのみ店舗の設定により追加クレジットが必要な場合がある。問題はプレーするごとに変わり、何度でも挑戦する事ができる。当初はe-AMUSEMENT PASS所持者のみプレイできたが、第3回よりe-AMUSEMENT PASSを使わなくてもプレイできるようになった。
1. ハッピーニューイヤーカップ（2006年12月28日(木)～2007年1月4日(木)）
2. リスニング王は誰の手に（2007年1月19日(金) ～1月28日(日)）
3. ぴったり100問大会（2007年2月9日(金)～2月18日(日)）
4. ボキャブラカップ（2007年3月2日(金)～3月11日(日)）
5. 新入生歓迎500点満点カップ（2007年3月27日(火)～4月8日(日)）
6. GWスペシャルカップ（2007年4月25日(水)～5月6日(日)）
7. ちょいむずカップ（2007年5月25日(金)～2007年6月3日(日)）
8. サマーカップ（2007年07月13日(金)～7月22日(日)）
9. ボキャブラカップ2（2007年08月24日(金)～9月2日(日)）
10. 文法祭（2007年9月21日(金)～9月30日(日)）
11. 特盛りカップ（2007年10月19日(金)～10月28日(日)）
12. ボキャブラカップ3（2007年11月16日(金)～11月25日(日)）
13. 特盛カップ2（2007年12月14日(金)～2007年12月24日(月)）
14. 文法祭2（2008年01月18日(金)～2008年01月27日(日)）
15. 特盛カップ3（2008年02月15日(金)～2008年02月24日(日)）
16. フレッシュマンズカップ（2008年04月18日(金)～2008年5月11日(日)）

## 級位・段位システムについて
本作ではプレイヤーのレベルを表す指標のひとつとして級位および段位のシステムが存在する。級位7級～1級までがあり、最初は7級である。ミニツクを貯めることにより級を上げることができる。また、級位の上には初段～7段およびマスターミニツクの段位が存在する。ミニツクを貯めることによって昇級できるのは初段までで、それ以降の段位は様々なノルマを達成することにより上げることができる。
- 獲得できるミニツクの値は問題ごとに固定されており、同じ問題に2回以上正解しても新たなミニツクは獲得できない。したがって獲得できるミニツクには上限値が存在する。
- 全国一斉テストにおいてもメインモードと同様に、初挑戦（もしくは前回不正解）の問題に正解した場合はこのモードでもミニツクが獲得できるが、逆にミニゲームで正解済みの問題を間違えるとその問題のミニツクは没収（減点）されてしまうので注意が必要である。

## その他
- 2006年2月のAOUアミューズメントエキスポにて初お披露目。その時のタイトルは「ゲーセン留学」（仮称）だった。その後2回のロケテストを経て同年10月の正式稼働に至る。
- e-AMUSEMENT PASSは、最初の認証さえ終わればしまっても問題ない。またコンティニュー時に再び認証を行う必要もない。
- 初期出荷時の問題数は5,000問以上とのこと。稼働後も随時配信が行われている。
- 2007年2月22日には本作のニンテンドーDS版である「NOVAうさぎのゲームde留学!?DS」が発売された。ゲーム内容は業務用に準ずるが、低年齢層にもアピールするために、より難易度を下げた「こどもモード」等のオリジナル要素も用意される。
- 2007年10月26日にNOVAの経営破綻により、アーケード版の稼動およびDS版の販売を自粛する例も見られた。